# AFCアジアカップ2027
AFCアジアカップ2027（英: AFC Asian Cup 2027）は、2027年にサウジアラビアで行われる予定の19回目のAFCアジアカップであり、アジア各国の代表チームによって争われるサッカーの大会である。

## 開催国選考
開催国は2023年2月のアジアサッカー連盟（AFC）総会で決定する予定であったが、2022年12月5日までにインドが立候補を取り下げたためサウジアラビアが唯一の立候補国となり、開催が事実上決定し、2023年2月1日のAFC総会にて、サウジアラビアが開催国となることが正式決定された。
- 立候補国
  -  サウジアラビア
- 立候補を取り下げた国
  -  インド

## 出場国
| 出場国           | 予選戦績      | 出場決定日    | 出場回数         | 過去最高成績                   | FIFA Rank |
| ---------------- | ------------- | ------------- | ---------------- | ------------------------------ | --------- |
| サウジアラビア   | 開催国        | 2023年2月1日  | 12大会連続12回目 | 優勝（1984、1988、1996）       | 0?位      |
| カタール         | 2次予選A組1位 | 2024年3月26日 | 8大会連続12回目  | 優勝（2019、2023）             |           |
| イラン           | 2次予選E組1位 | 2024年3月26日 | 16大会連続16回目 | 優勝（1968、1972、1976）       |           |
| ウズベキスタン   | 2次予選E組2位 | 2024年3月26日 | 9大会連続9回目   | 4位（2011）                    |           |
| イラク           | 2次予選F組1位 | 2024年3月26日 | 8大会連続10回目  | 優勝（2007）                   |           |
| アラブ首長国連邦 | 2次予選H組1位 | 2024年3月26日 | 7大会連続12回目  | 準優勝（1996）                 |           |
| オーストラリア   | 2次予選I組1位 | 2024年3月26日 | 6大会連続6回目   | 優勝（2015）                   |           |
| 日本             | 2次予選B組1位 | 2024年3月30日 | 11大会連続11回目 | 優勝（1992、2000、2004、2011） |           |
| 韓国             | 2次予選C組1位 | 2024年6月6日  | 9大会連続16回目  | 優勝（1956、1960）             |           |
| オマーン         | 2次予選D組1位 | 2024年6月6日  | 4大会連続6回目   | ベスト16（2019）               |           |
| ヨルダン         | 2次予選G組1位 | 2024年6月6日  | 5大会連続6回目   | 準優勝（2023）                 |           |
| バーレーン       | 2次予選H組2位 | 2024年6月6日  | 7大会連続8回目   | 4位（2004）                    |           |
| パレスチナ       | 2次予選I組2位 | 2024年6月6日  | 4大会連続4回目   | ベスト16（2023）               |           |
| クウェート       | 2次予選A組2位 | 2024年6月11日 | 3大会ぶり11回目  | 優勝（1980）                   |           |
| 北朝鮮           | 2次予選B組2位 | 2024年6月11日 | 2大会ぶり6回目   | 4位（1980）                    |           |
| 中華人民共和国   | 2次予選C組2位 | 2024年6月11日 | 14大会連続14回目 | 準優勝（2004）                 |           |
| キルギス         | 2次予選D組2位 | 2024年6月11日 | 3大会連続3回目   | ベスト16（2019）               |           |
| インドネシア     | 2次予選F組2位 | 2024年6月11日 | 2大会連続6回目   | ベスト16（2023）               |           |

## 開催地
大会は3つの開催都市の8つのスタジアムで開催されます。
| リヤド                         | リヤド                       | リヤド               | リヤド                             | リヤド                             |
| ------------------------------ | ---------------------------- | -------------------- | ---------------------------------- | ---------------------------------- |
| キング・ファハド国際スタジアム | キングサウード大学スタジアム | キングダム・アリーナ | イマーム・モハメッド大学スタジアム | アル・シャバブ・クラブ・スタジアム |
| 収容人数: 70,200               | 収容人数: 25,000             | 収容人数: 27,000     | 収容人数: 21,000                   | 収容人数: 15,000                   |
|                                |                              |                      |                                    |                                    |

| ジッダ                                             | ジッダ                                                 | アル・コバール      |
| -------------------------------------------------- | ------------------------------------------------------ | ------------------- |
| キング・アブドゥッラー・スポーツシティ・スタジアム | プリンス・アブドゥッラー・アル・ファイサル・スタジアム | アラムコ スタジアム |
| 収容人数: 62,345                                   | 収容人数: 27,000                                       | 収容人数: 46,096    |
|                                                    |                                                        |                     |

## 放映権
| 地域                                       | 事業者                        | 備考          |
| ------------------------------------------ | ----------------------------- | ------------- |
| オーストラリア                             | Paramount+ and ネットワーク10 | [ 9 ]         |
| インド                                     | ファンコード                  | [ 10 ]        |
| イラク                                     | Al-Rabia'a                    |               |
| 日本                                       | DAZN                          |               |
| 中東 (除. IRN, IRQ, KSA, KUW, QAT and UAE) | beIN Sports                   |               |
| カタール                                   | Al Kass                       |               |
| サウジアラビア                             | Shahid and SSC                | [ 11 ]        |
| 韓国                                       | Coupang Play                  | [ 12 ]        |
| アラブ首長国連邦                           | AD Sports and Starzplay       |               |
| ベトナム                                   | K+                            | [ 13 ] [ 14 ] |

## 大会公式スポンサー
- オフィシャルグローバルパートナー
  - クレディセゾン
  - ネオム
  - カタール航空
  - サウジアラビア政府観光局（Visit Saudi）
- オフィシャルグローバルサポーター
  - ケレメ
  - 美的グループ
- オフィシャルリージョナルパートナー
  - キリンホールディングス